# Overlord (film, 1975)
Pour les articles homonymes, voir Overlord.
Pour plus de détails, voir Fiche technique et Distribution.
Overlord est un film britannique réalisé par Stuart Cooper, sorti en 1975.

## Synopsis
Pendant la Seconde Guerre mondiale, Tom, jeune homme de vingt ans, quitte le foyer familial pour rejoindre l'armée britannique. Il découvre la discipline militaire, l'entraînement, les copains, il rencontre une jeune femme dont il tombe amoureux... mais il entrevoit aussi sa propre mort qui le hante dans ses rêves. Son unité est placée au secret car elle doit débarquer en Normandie, et le jeune soldat, qui vient de fêter son vingt et unième anniversaire, est coupé de toutes ses racines et de tout contact avec l'extérieur.
Il embarque avec ses camarades sur le chaland de débarquement et laisse ses pensées errer parmi les évocations de ses cauchemars et de son amie désormais lointaine...

## Fiche technique
- Titre français : Overlord
- Réalisation : Stuart Cooper
- Scénario : Stuart Cooper et Christopher Hudson
- Photographie : John Alcott
- Musique : Paul Glass
- Pays d'origine :  Royaume-Uni
- Langue :
- Format : Noir et blanc
- Genre : Guerre, drame et historique
- Durée : 83 minutes
- Date de sortie : 1975

## Distribution
- Brian Stirner : Tom
- Davyd Harries : Jack
- Nicholas Ball (en) : Arthur
- Julie Neesam : la fille